# Amplicephalus apertus
Amplicephalus apertus är en insektsart som beskrevs av Delong 1984. Amplicephalus apertus ingår i släktet Amplicephalus och familjen dvärgstritar. Inga underarter finns listade i Catalogue of Life.